# Citotaxonomía

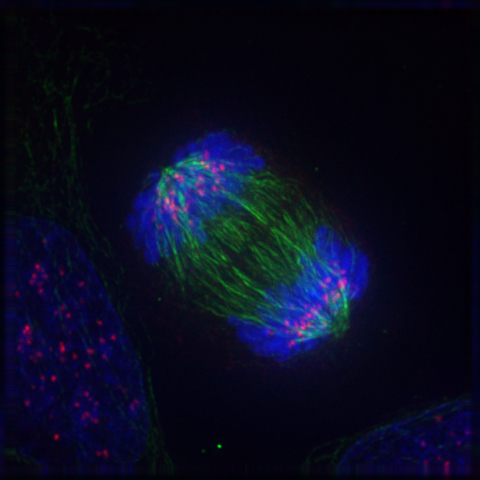
Imagen de la anafase celular que tiene divididos los cromosomas y la contracción cinetocoro de los microtúbulos

La Citotaxonomía es la rama de la biología que trata de las relaciones y la clasificación de los organismos mediante estudios comparativos de los cromosomas.

## Descripción
El número, la estructura y comportamiento de los cromosomas es de gran valor en la taxonomía, con el número de cromosomas siendo el personaje más utilizado y citado. 
El número de cromosomas se determinan por lo general en la mitosis y citado como el diploide número (2n), a menos que se trate de una serie poliploide en cuyo caso se cita el número de la base o el número de cromosomas en el genoma de la haploide original. 
Otro determinante taxonómico útil es la posición del centrómero. El comportamiento de la  Meiótica puede mostrar la heterocigosidad de las inversiones. Esto puede ser constante para un taxón, que ofrece más evidencia taxonómica. Se considera que los datos citológicos tienen más importancia que otras pruebas taxonómica.